# Schippersdok
Het Schippersdok was, samen met het Steendok en het Kooldok, een van de drie Zuiderdokken die ten zuidwesten van de stad Antwerpen lagen. Het was het middelste en langste dok. Het werd gegraven in 1879 en kwam gereed in 1881, tegelijkertijd met de Zuidersluis, het Kool- en Steendok. Het Schippersdok moet 260 meter lang geweest zijn en 60 meter breed op 2,50 meter diep. Gezamenlijk waren de drie dokken zo'n 1000 meter lang. De Zuiderdokken lagen in een noordoost- en zuidwestas, parallel aan de Schelde. Na de sluiting in 1967 werd ze van 1968 tot 1969 gedempt.
Het Schippersdok werd ook wel Zuidschippersdok genoemd om geen verwarring te hebben met het Noordschippersdok dat ook wel als het Oude Lobroekdok bekend was.
Op de Antwerpse rechteroever van de Schelde:
Albertdok · Amerikadok · Asiadok · Bevrijdingsdok · Bonapartedok · Churchilldok · Derde Havendok · Eerste Havendok · Graandok · Hansadok · Houtdok · Industriedok · Kanaaldok · 
Kattendijkdok · Kempisch dok · Kooldok · Leopolddok · Lobroekdok · Margueriedok · Marshalldok · Noordschippersdok · Petroleumdok · Sasdok · Schippersdok · Schuildok voor Lichters · Siberiadok · Steendok · Straatsburgdok · Suezdok · Tweede Havendok · Verbindingsdok · Vierde Havendok · Vijfde Havendok · Willemdok · Zesde Havendok · Zuiderdokken
Op de Oost-Vlaamse linkeroever van de Schelde:
Deurganckdok · Doeldok · Noordelijk Insteekdok · Saeftinghedok · Verrebroekdok · Vrasenedok · Waaslandkanaal · Zuidelijk Insteekdok